# Alfvénsche Näherung
Die alfvénsche Näherung (nach Hannes Alfvén, auch Drift-Näherung) erlaubt in der Plasmaphysik eine vereinfachte Beschreibung der Bewegung von Teilchen in einem Magnetfeld. Unter geeigneten Bedingungen kann diese Bewegung in einen kreiselnden (Gyrations-) und einen mittleren, effektiven (Drift-)Anteil zerlegt werden.

## Bedingung
Die Näherung ist dann gut anwendbar, wenn das Magnetfeld {\displaystyle H} auf der Größenordnung des Krümmungsradius {\displaystyle a} der Bahn homogen ist:
{\displaystyle \left|{\frac {\nabla H}{H}}\right|\ll {\frac {1}{a}}}
mit dem Gradienten {\displaystyle \nabla H}, der die Inhomogenität des Magnetfeldes beschreibt.
Ebenso wird eine nur schwache zeitliche Änderung des Feldes verlangt.

## Näherung
Gemäß der Bedingung ist die Gyrationsbewegung „klein“ und schnell im Vergleich zu den übrigen Skalen des Systems „Magnetfeld-Teilchen“, was es erlaubt, die Bewegung des Teilchens über eine Gyrationsperiode zu mitteln und so eine effektive (Drift-)Bewegung zu erhalten.
Die Driftgeschwindigkeit ist dabei abhängig von der Inhomogenität des Magnetfeldes, der Krümmung der Magnetfeldlinien sowie zusätzlich wirkenden Kräften.
Der Radius der Gyrationsbewegung ist in der Näherung der Larmor-Radius, die zugehörige Frequenz die Zyklotronfrequenz.